# Elisabeth Christina Margrethe Blicher
Elisabeth "Lise" Christina Margrethe Blicher (28. september 1787 - 14. januar 1851) var Nikolai Frederik Severin Grundtvigs første ægtefælle.
Lise Blicher var datter af provst D.R. Blicher i Gundslev på Falster. Grundtvigs storebroder Otto var præst hos provsten, hvorigennem Grundtvig mødte provstens datter. Efter syv års forlovelse blev parret gift i 1818. De fik i 1822 sønnen Johan og i 1824 endnu en søn, Svend. I 1827 fulgte datteren Meta.
Lise Blicher døde efter sygdom i 1851. Hun blev begravet ved Vor Frelser Kirke. Graven er i dag sløjfet, men gravstenen er muret ind i kirketårnet.